# 星獣戦隊ギンガマンVSメガレンジャー
- スーパー戦隊シリーズ
  - 星獣戦隊ギンガマン > 星獣戦隊ギンガマンVSメガレンジャー
  - 電磁戦隊メガレンジャー > 星獣戦隊ギンガマンVSメガレンジャー

『星獣戦隊ギンガマンVSメガレンジャー』は、1999年3月12日に発売されたオリジナルビデオ作品。『星獣戦隊ギンガマン』のオリジナルビデオ作品であり、スーパー戦隊VSシリーズの一つ。44分。

## 概要
『星獣戦隊ギンガマン』と『電磁戦隊メガレンジャー』のクロスオーバー作品であるスーパー戦隊Vシネマ第4弾。本作品より、「スーパー戦隊OVシリーズ」から「スーパー戦隊Vシネマ」という名称に変わり、ジャケットには「スーパー戦隊V CINEMA」のロゴが記載されている。
VSシリーズでは本作品のみ両戦隊の後日談という舞台設定となっている。『メガレンジャー』本編最終回で高校を卒業した健太たちがそれぞれの道を歩んでいる姿が描かれている。『メガレンジャー』の協力者である久保田博士をはじめI.N.E.Tとは高校卒業後も関わりがある設定になっているが、健太や千里から久保田博士の名前が出たのみで、メガシルバー/早川裕作共々登場はしていない。『ギンガマン』側も本編終了後の設定となっており、リョウマたちはギンガの森で平穏な生活を送っている。ただし実際の撮影は秋に行われているため、魔獣の特性や獣撃棒の強化のような『ギンガマン』終盤の設定の一部は反映されていない。脚本を担当した荒川稔久は、テレビシリーズの最終回（最終章）の内容が決まっていない状態でその後日談を書かねばならなかったが、監督の長石多可男から「最終回は最終回で考えればいい」と助言され、出し惜しみせずにできたと述べている。
CGによるジャケットイラストを担当した篠原保は星獣を描きたいと希望したが、魔獣ゲルマディクスを中心にするようにと発注を受け、獣モチーフが重複するため断念した。しかしその後のDVD化に際してジャケットの刷新を行い、『救急戦隊ゴーゴーファイブVSギンガマン』で使用した星獣の画像データを再活用して念願を果たした。DVDジャケットでは、メガレッドは丸腰であるのに対してギンガレッドは星獣剣を腰から下げている。篠原は、体に密着するタイツ姿のヒーローの腰に無骨なホルスターが下がるのを嫌い、イラストでは省いていた。しかしギンガマンにとって星獣剣は必須の存在であると東映に説かれると、それに同意。ギンガマンを例外とすることにした。これは『救急戦隊ゴーゴーファイブVSギンガマン』でも同様である。

## あらすじ
ギンガマンがバルバンを倒し、地球に平和が戻ってからしばらく経ったある日。宇宙へ帰った星獣が地球に戻ってくることになっていた。しかし、ギンガマンの前に新たな敵グレゴリとゲルマディクスが現れる。苦戦を強いられるギンガマンを助けたのは、かつてネジレジアと戦ったメガレンジャーのメガレッドこと伊達健太だった。
一方、グレゴリは宇宙で出会ったネジレジアの残党ヒズミナと結託し、バルバンとネジレジアの復活を目論む。バルバンの幹部たちを次々と復活させた後、健太の友人であるメガイエローこと城ヶ崎千里に預けたリョウマのギンガブレスを奪い、ゼイハブをも復活させる。
敵の攻撃でリョウマは重傷を負い、星獣も敵の妨害で地球に入れず、ギンガマンはピンチに陥るが、そこにメガレンジャーの残りのメンバー3人が集結。メガレンジャーはギンガマンの魔法を解析し、両戦隊は反撃を試みる。

## 本作品オリジナルの登場人物

### 宇宙海賊バルバン
ギンガマンに倒されながらもグレゴリの儀式でブクラテスとビズネラ以外の幹部が復活を果たしている。力を使いすぎたために当初は復活させられなかったゼイハブはヒズミナがリョウマから奪ったギンガブレスのエネルギーで復活している。
決戦では一斉攻撃でギンガマンを苦戦させるも獣装光ギンガマンの銀河の戦光を全員纏めて受けて敗れ去った。
宇宙海賊バルバンの復活魔人
グレゴリがゼイハブとバルバンの幹部たちと共に再生させた20体の魔人たち。
サンバッシュ魔人団からはコルシザー、バクター、トルバドー、マンディガー、ネイカーが、ブドー魔人衆からは虚無八、煙工門、壊力坊、闇丸・鬼丸兄弟が、イリエス魔人族からはワンガワンガ、ゲルトゲルト、ヒエラヒエラ、ガーラガーラ、デスフィアスが、バットバス魔人部隊・特殊部隊からはダングス、バマース、ボンブス、マグダス、ヂェンゾスが復活した。
戦闘能力は以前より劣っており、全員ギンガマンとメガレンジャーに歯が立たないまま敗れ去った。
グレゴリ艦長
ゼイハブ船長と義兄弟の杯を交わした宇宙海賊で、ゼイハブのことは「兄弟」と呼んでいる。
元々はバルバンが初代ギンガマンに封印されるよりも5,000年前に宇宙を暴れまわっていた宇宙海賊でたった1人だったが凶悪で星獣も苦戦したとモークによって語られている。星獣によって、封印され、宇宙空間を彷徨っていたがビビデビが脱出させたヒズミナと衝突したことにより、封印が解けた。
愛用の金色の剣は死者の復活の儀式としても使える。バルバエキスなしで自力で巨大化することも可能。
バルバン全滅を知って、地球に来襲。魔法の法則性を解析するために千里に預けられていたリョウマのギンガブレスを奪い、そのエネルギーを利用して、ゼイハブとバルバンの幹部を蘇らせる。
ゲルマディクスが強化復活した直後に巨大化し、ブルタウラスとギャラクシーメガと交戦。最終的にはギャラクシーメガのメガストレートカッターに怯み、ゲルマディクス共々超装光ギンガイオーの銀河大獣王斬りを受けて敗れ去った。
- デザインは野崎明が担当した。丈の長いコート状のコスチュームを着たモジャモジャのドレッドヘアのゼイハブ用の初期スケッチを下敷きにしており、両肩を木造帆船から鋼鉄の軍艦に換え、『宝島』のジョン・シルバー風の衣装でまとめている。

ヒズミナ
邪電王国ネジレジアの残党でシボレナと同型のアンドロイド。
鎧の色が違う（シボレナは水色、ヒズミナは薄い紫）だけで外見はシボレナと完全に同じ。初対面では健太にシボレナと誤認された。シボレナ同様に人間に変身する能力を持ち、剣を武器にしている。
完成直前、Dr.ヒネラーが操縦するグランネジロスがメガレンジャーのメガボイジャー共々自爆する事態に遭うがビビデビの最後の力で起動し、次元のトンネルによって、宇宙へと脱出。偶然宇宙で出会ったグレゴリ艦長と共に行動し、ギンガブレスを奪おうと暗躍する。
しかし、両者とも自分に関連した軍団の復活だけを考えており、グレゴリによる復活の呪文を聞くと儀式に必要な刀を奪う。サンバッシュの銃攻撃を跳ね返して反撃したもののシェリンダに隙を突かれて背後から斬られてしまい、刀を奪い返される。
瀕死ながらも立ち上がり、メガレンジャーと交戦。メガレッド以外を蹴散らすもメガレッドのセイバースラッシュと貫通攻撃で致命傷を負い、最期の力でメガレッドを巻き添えにしようとするものの爆散して果てた。
- デザインは下條美治が担当した。シボレナと形状は変わらず色の変更のみ。

魔獣ゲルマディクス
ダイタニクスと同族の赤い魔獣で荒くれ無敵城に似た城が合体した姿は魔獣要塞ゲルマディックとも呼ばれている。
緑色のダイタニクスに対し、体色は赤であり、要塞からは星全体を覆う結界を作り出す。ダイタニクスの同族ではあるが倒されても破片から新たな魔獣を生み出す能力はない。
グレゴリ同様、星獣によって封印されていたがヒズミナとの衝突で共に復活。地球に来た際の初戦ではギガライノスとギガフェニックスの回転体当たりで相討ちとなり、傷を負った後、グレゴリの手で城が分離。自身は地中に潜り込む。
グレゴリの刀による復活の儀式とグレゴリが奪ったギンガブレスのエネルギー、地中で吸い込んだ地球のエネルギーによって復活して、強化体へとパワーアップ。体色は青になり、鼻頭の角が変化して牙とヒレ状の背中の棘も鋭くなった。
2大戦隊との戦いにおいてはグレゴリとのタッグでブルタウラスとギャラクシーメガの攻撃を寄せ付けない強さを発揮。しかし、超装光ギンガイオーが参戦した後はブルタウラスの野牛鋭断に怯み、グレゴリ共々超装光ギンガイオーの銀河大獣王斬りを受けて敗れ去った。
- デザインは野崎明が担当した。撮影用スーツは夏に『ギンガマン』劇中でイメージとして登場したダイタニクスの色替え。年末にギンガマンと決戦したダイタニクスは、より大きく造形された新作スーツである。色はダイタニクスとの差別化が意識されている。強化前の体色は赤に塗り替えているが、喉袋と腹部には金色を入れてアクセントが加わっている。強化後は茶系と緑色だったが、ダイタニクスを彷彿とさせる色味はNGのため、青をベースに差し色として赤と金を加えている。

## 本作品オリジナルアイテム
アース増幅装置
I.N.E.T.が開発した人工衛星型増幅器。
千里が送ったギンガブレスのデータを解析したことで造り上げたものでギンガマンのアースを増幅して、グレゴリの要塞を破壊。これにより、地球を覆っていた結界は消滅し、5大星獣は地球に入ってくることが出来た。

## キャスト
- リョウマ / ギンガレッド：前原一輝
- ハヤテ / ギンガグリーン：末吉宏司
- ゴウキ / ギンガブルー：照英
- ヒカル / ギンガイエロー：高橋伸顕
- サヤ / ギンガピンク：宮澤寿梨
- ヒュウガ：小川輝晃
- 青山勇太：早川翔吾
- 伊達健太 / メガレッド：大柴邦彦
- 遠藤耕一郎 / メガブラック：江原淳史
- 並樹瞬 / メガブルー：松風雅也
- 城ヶ崎千里 / メガイエロー：田中恵理
- 今村みく / メガピンク：東山麻美
- シェリンダ：水谷ケイ
- ヒズミナ：佳山由実

### 声の出演
- グレゴリ：加藤精三
- モーク：納谷六朗
- ボック：深雪さなえ
- ナレーター：若本規夫
- ゼイハブ：柴田秀勝
- サンバッシュ：檜山修之
- ブドー：林一夫
- イリエス：高島雅羅
- バットバス：渡部猛
- 再生煙工門[11]、再生壊力坊[11]、他：塩野勝美（ノンクレジット）

### スーツアクター
- ギンガレッド[12]、メガブルー[12]、ブルタウラス[12] - 高岩成二
- 岡元次郎
- 竹内康博
- 蜂須賀祐一
- 中川素州
- 日下秀昭
- 大藤直樹
- 石垣広文
- 蜂須賀昭二
- 藤田健次郎
- 福沢博文
- 横山一敏
- 大林勝
- 神尾直子
- 伊藤慎

## スタッフ
- プロデューサー：加藤和夫、髙寺成紀
- 原作：八手三郎
- 連載：テレビマガジン、てれびくん
- 監督：長石多可男
- 脚本：荒川稔久
- 音楽：佐橋俊彦、奥慶一
- 撮影：いのくままさお
- 計測：内田正司
- 助監督：中沢祥次郎
- プロデューサー補：若松豪
- アクション監督：竹田道弘（ジャパンアクションクラブ）
- 特撮監督：佛田洋
- 制作：東映、東映ビデオ

## 音楽
オープニングテーマ「星獣戦隊ギンガマン」
作詞：藤林聖子 / 作曲、編曲：佐橋俊彦 / 歌：希砂未竜 / コーラス：EVE
エンディングテーマ「はだしの心で」
作詞：藤林聖子 / 作曲：出口雅生 / 編曲：亀山耕一郎 / 歌：希砂未竜
挿入歌「電磁戦隊メガレンジャー」（ノンクレジット）
インストゥルメンタル版が使用された。

## メディア
- 1999年3月12日：VHSレンタル開始。
- 1999年3月20日：レーザーディスク発売。
- 1999年6月21日：VHS発売。
- 2001年4月21日：DVD発売[13]。
- 2016年3月23日：ブルーレイディスク発売（スーパー戦隊 V CINEMA&THE MOVIE Blu-ray BOX 1996‐2005に収録）。
- 2019年2月6日：ブルーレイディスク分割発売開始（スーパー戦隊 V CINEMA&THE MOVIE Blu-ray 1999‐2000に収録）。